# Dasyurus maculatus
El quol tigre (Dasyurus maculatus), también conocido como quol de cola moteada o gato tigre, es una especie de marsupial dasiuromorfo de la familia Dasyuridae  nativo de Australia

## Taxonomía
Se reconocen dos subespecies:
- D. m. maculatus, se encuentra al sureste de Queensland y hacia Tasmania.
- D. m. gracilis, reducida al noreste de Queensland.

En la actualidad hay controversias sobre su posible validez.

## Características
Mide de 35 a 75 cm de largo y su cola de 25 a 50 cm; pesa de 2 a 3 kg. La hembra es más pequeña que el macho: mientras una hembra pesa unos 4 kg, los machos llegan a 7 kg. Su pelaje apretado es de color castaño y sobre él hay manchas blancas. Las orejas son pequeñas y casi sin pelo.
Se alimenta de aves y también de diversos animales pequeños (otros marsupiales, roedores, reptiles e insectos). Tiene hábitos nocturnos aunque también sale en el día a tomar el sol. Pasa la mayor parte del tiempo en el bosque y hace su madriguera en algún tronco hueco o en pequeñas cuevas o rocas.
El quol tigre tiene el cociente de fuerza de mordida (BFQ) de 179, el más fuerte del mundo después del demonio de Tasmania (Sarcophilus harrisii).[cita requerida]

## Reproducción
Tras 21 días de gestación, la hembra pare de dos a seis crías, que permanecen 7 semanas en la bolsa marsupial ventral con abertura posterior, y a las 17 semanas son independientes. La madurez sexual ocurre al año de vida. Puede vivir 4 o 5 años.

## Hábitat
Antes de la colonización europea la subespecie del sudeste se extendía desde Queensland por la costa de Nueva Gales del Sur y Victoria hasta Tasmania. Ahora está confinada a cinco áreas protegidas, principalmente en parques nacionales de Queensland y Tasmania y es considerada vulnerable debido a la competencia que le representan los zorros y gatos llevados por los europeos. La subespecie del noreste, que se encontraba también en Papúa Nueva Guinea, vive restringida en áreas de Cairns y Cooktown, y está considerada en peligro de extinción.
Recientemente ha sido avistado en la zona de Beachport, South Australia, donde se creía extinto.